# Нишевицы
Нишевицы — деревня в Торопецком районе Тверской области. Входит в состав Подгородненского сельского поселения.

## География
Деревня расположена в 10 км к северо-западу от районного центра Торопец. Расстояние по автодороге: до Торопца — 11 км, до Подогороднего — 9 км.

## Этимология
Предположительно, название деревни образовано от слова нишевец, что значит «плохой портной, неумелый крестьянин-швец».

## История

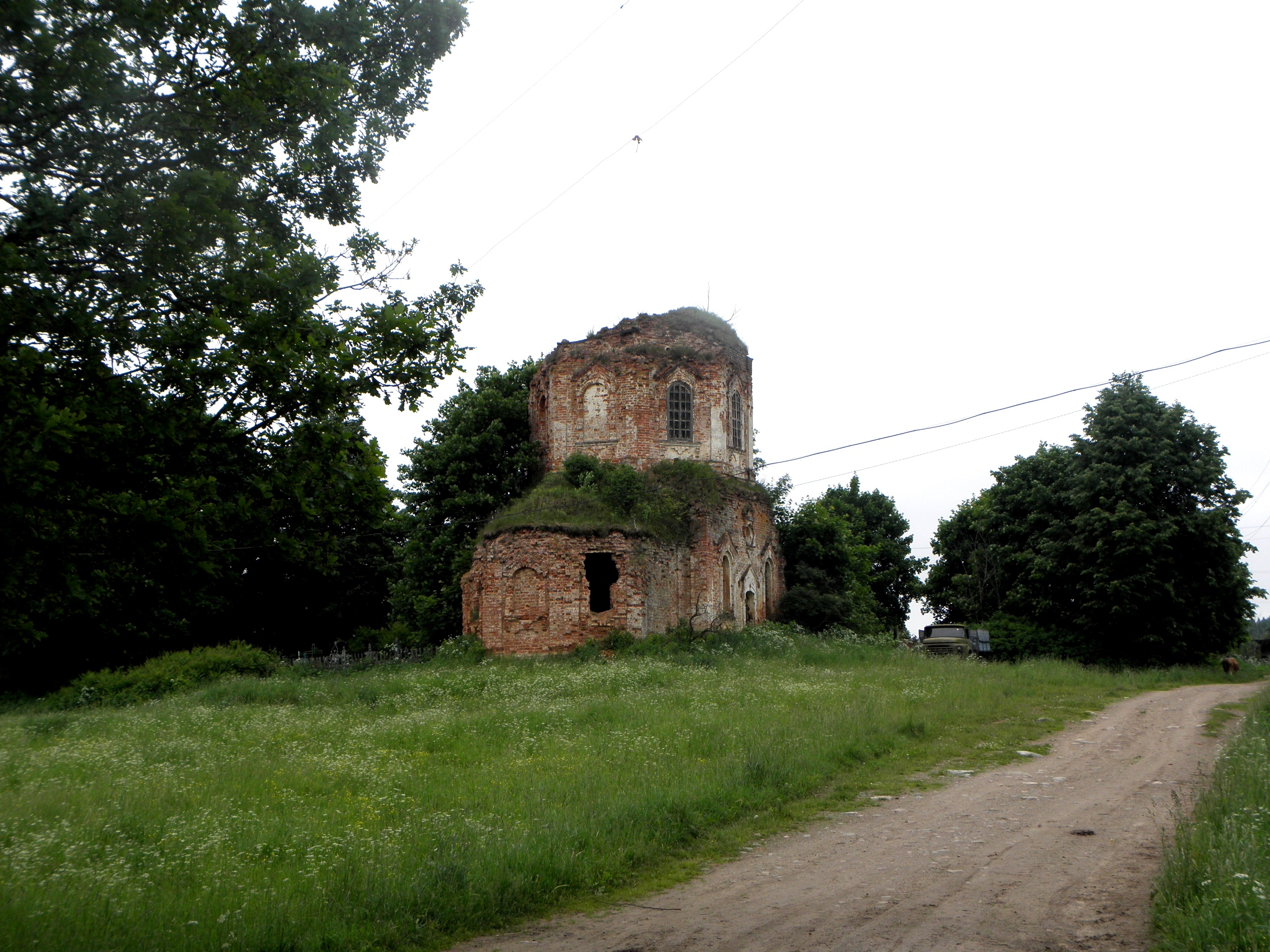
Дмитриевская церковь в настоящее время

В 1763—1765 годах в Нишевицах была построена Дмитриевская церковь. Построил её торопецкий помещик майор Гавриил Филиппович Лопухин. Прихожан в 1876 году — 97 дворов (377 мужчин, 425 женщин), в 1879 году — 630 мужчин, 742 женщины. В настоящее время церковь разрушена и не действует.
В списке населённых мест Торопецкого уезда Псковской губернии за 1885 год значится погост Нищевицы (Нищавицы). 3 двора, 17 жителей. 

## Население
| 2010 |
| ---- |
| 66   |